# Ледокол (фильм)
«Ледоко́л» — российский фильм-катастрофа 2016 года. Режиссёр — Николай Хомерики, главные роли сыграли Пётр Фёдоров и Сергей Пускепалис. Производство студии «ПРОФИТ».
Премьера в России состоялась 20 октября 2016 года.
Сюжет фильма частично основан на реальных событиях, произошедших в 1985 году с ледоколом «Михаил Сомов», который оказался зажат антарктическими льдами и провёл в вынужденном дрейфе 133 дня.

## Сюжет
Весна 1985 года. Ледокол «Михаил Громов» идёт у побережья Антарктиды в море Росса. Прямо по курсу появляется гигантский  айсберг, и капитан Петров решает обойти его слева. Но в этот момент пассажир корабля и пёс падают за борт. Из-за спасательной операции корабль не успевает разминуться с айсбергом, задевает его и частично деформируется. В итоге пассажир, упавший за борт, тонет.
Старпом, проявляющий антипатию к Петрову, сообщает о ЧП на судне в Ленинград, оттуда приходит телеграмма об отстранении капитана. Капитан Петров будет отвечать за гибель человека. На судно вертолётом присылают нового капитана — Валентина Севченко, человека бескомпромиссного и властного. Он тут же вступает в конфронтацию с отстранённым капитаном Андреем Петровым, обвиняя того в безалаберности и как следствие — в случившемся несчастье. Под управлением Севченко ледокол встаёт во льдах. Его действия до предела накаляют и без того тяжёлую атмосферу на судне: у моряков начинают сдавать нервы, что провоцирует конфликт внутри команды. Внезапно ледяной монолит сковывает ледокол, и огромные куски льда падают на корму. Навалившиеся глыбы деформируют ледокол, и тот начинает течь. Экипаж судна задраивает металлическими понами место протечки и в ожидании спасения экипаж корабля проводит 133 дня среди льдов.

## В ролях
| Актёр               | Роль                                                                 |
| ------------------- | -------------------------------------------------------------------- |
| Пётр Фёдоров        | капитан ледокола «Михаил Громов» Андрей Николаевич Петров            |
| Сергей Пускепалис   | новый капитан ледокола «Михаил Громов» Валентин Григорьевич Севченко |
| Александр Яценко    | боцман Виталий (Виталя) Цимбалистый                                  |
| Александр Паль      | пилот вертолёта Ми-2 Николай Кукушкин                                |
| Виталий Хаев        | второй помощник капитана Петрова Банник                              |
| Анна Михалкова      | Галина Севченко                                                      |
| Ольга Филимонова    | Людмила Петрова                                                      |
| Алексей Барабаш     | старший помощник капитана Петрова Анатолий Кириллович Еремеев        |
| Дмитрий Поднозов    | судовой врач Долгов                                                  |
| Игорь Хрипунов      | рулевой Тихонов                                                      |
| Бесо Гатаев         | кок Тимур                                                            |
| Станислав Рядинский | радист Борис Зорькин                                                 |
| Дмитрий Муляр       | сотрудник КГБ Владимир Сафонов                                       |
| Артур Ваха          | профессор медицины Акулов                                            |
| Анатолий Хропов     | старший механик («дед») Черногорцев                                  |
| Валерий Гришко      | штурман Артур Манугаров                                              |
| Алексей Шуплецов    | матрос №1                                                            |
| Вячеслав Пасюков    | матрос №2                                                            |
| Александр Обласов   | участник экспедиции Лёва                                             |
| Борис Каморзин      | участник экспедиции Беляев                                           |
| Маргарита Бычкова   | соседка Петровых Нина                                                |
| Артур Чиргадзе      | Матрос №10                                                           |

## Производство

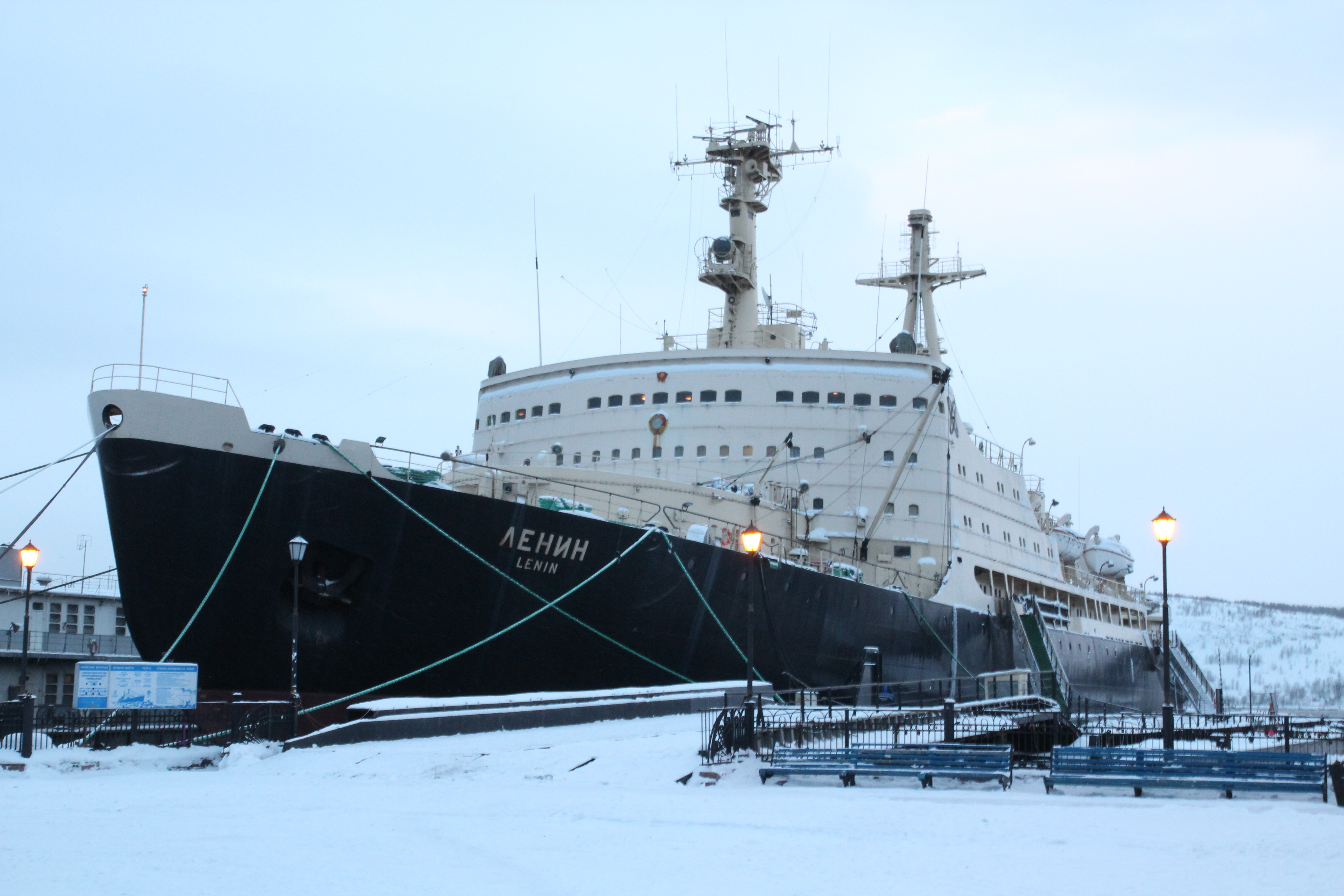
Атомный ледокол «Ленин» (2013 год)

Съёмки фильма проходили в тяжёлых погодных условиях в Мурманске, Санкт-Петербурге, Севастополе и в горах Кольского полуострова — Хибинах в течение 3,5 месяцев. Для съёмок фильма использовался атомный ледокол «Ленин», который был выведен из эксплуатации и поставлен на вечную стоянку в Мурманске в 1989 году.

## Маркетинг
В ноябре 2015 года был опубликован первый тизер фильма, который за пару дней набрал 1,5 млн просмотров в YouTube.
В июне 2016 года вышел первый трейлер, в сентябре того же года второй.

## Сборы
Открывающий выходные фильм возглавил российский прокат, обойдя американский боевик «Джек Ричер 2: Никогда не возвращайся» с Томом Крузом в главной роли и собрав 127,3 млн рублей (129). Однако в итоге фильм в прокате собрал менее 60 % от затраченной на него суммы.

## Критика
- Сайт «Film.ru» называет фильм тягомотным и не увлекательным[12].
- «Коммерсантъ Weekend» описывает фильм как «умное, цельное и кристально чистое кино про застрявших во льду суровых мужиков»[13].
- «Forbes»: «Много надуманного, но смотрится замечательно»[14].